# Albert Juan i Torner
Albert Juan i Torner (Barcelona, 1872-1957) fou un arquitecte modernista català titulat el 27 d'agost de 1892.

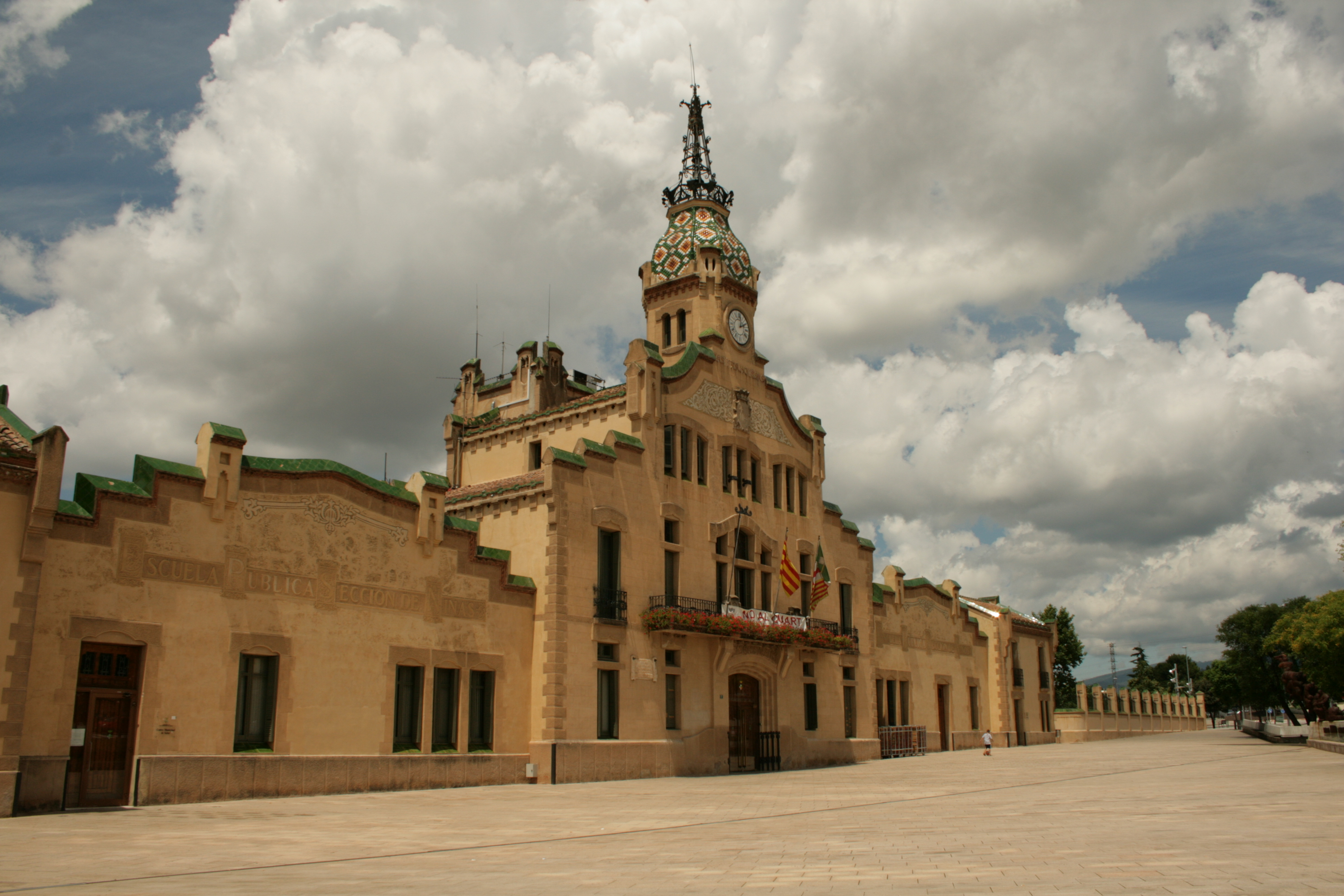
Ajuntament i antigues escoles de les Franqueses del Vallès.

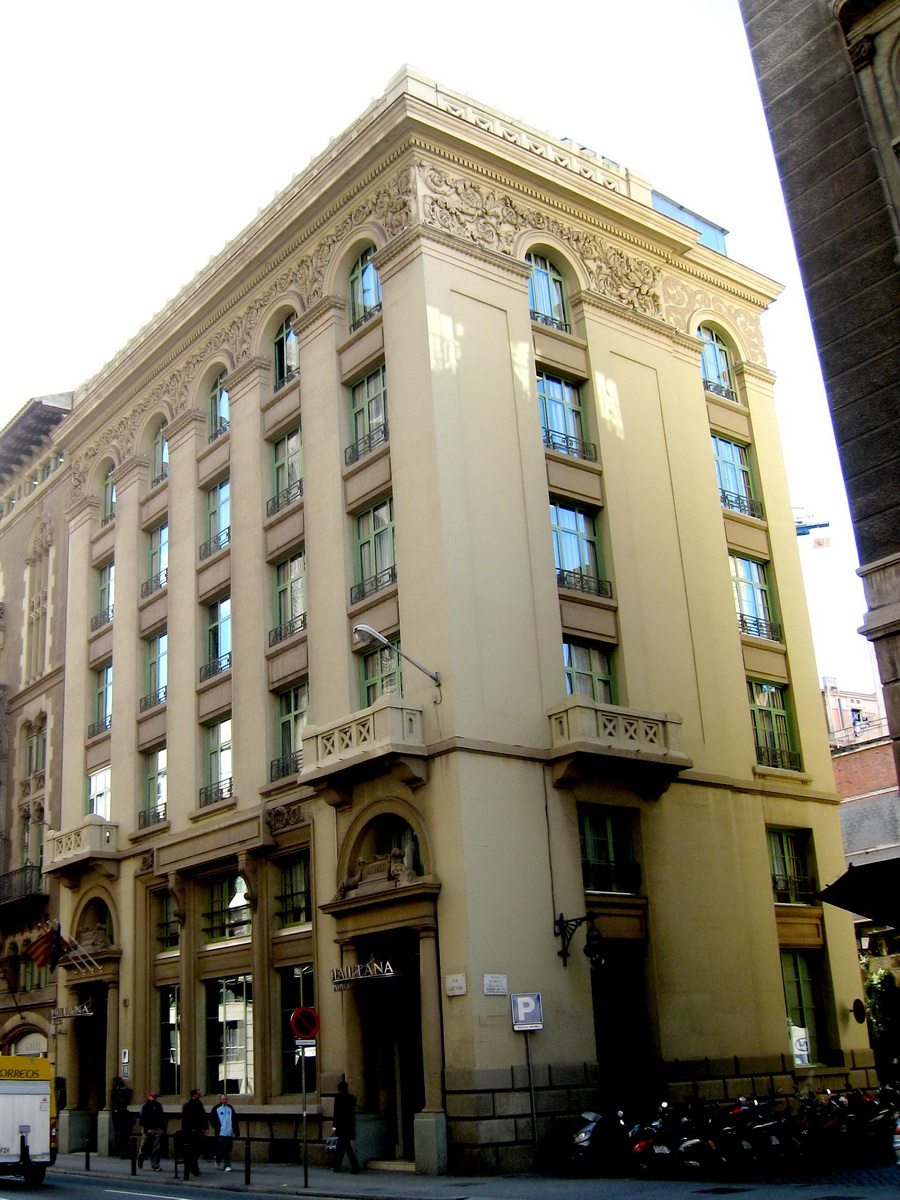
Edifici d'oficines Santana i Soler (1921). Actualment és un hotel. Constitueix una rèplica dels magatzems Walker de Chicago, obra de Louis Henri Sullivan de 1888.

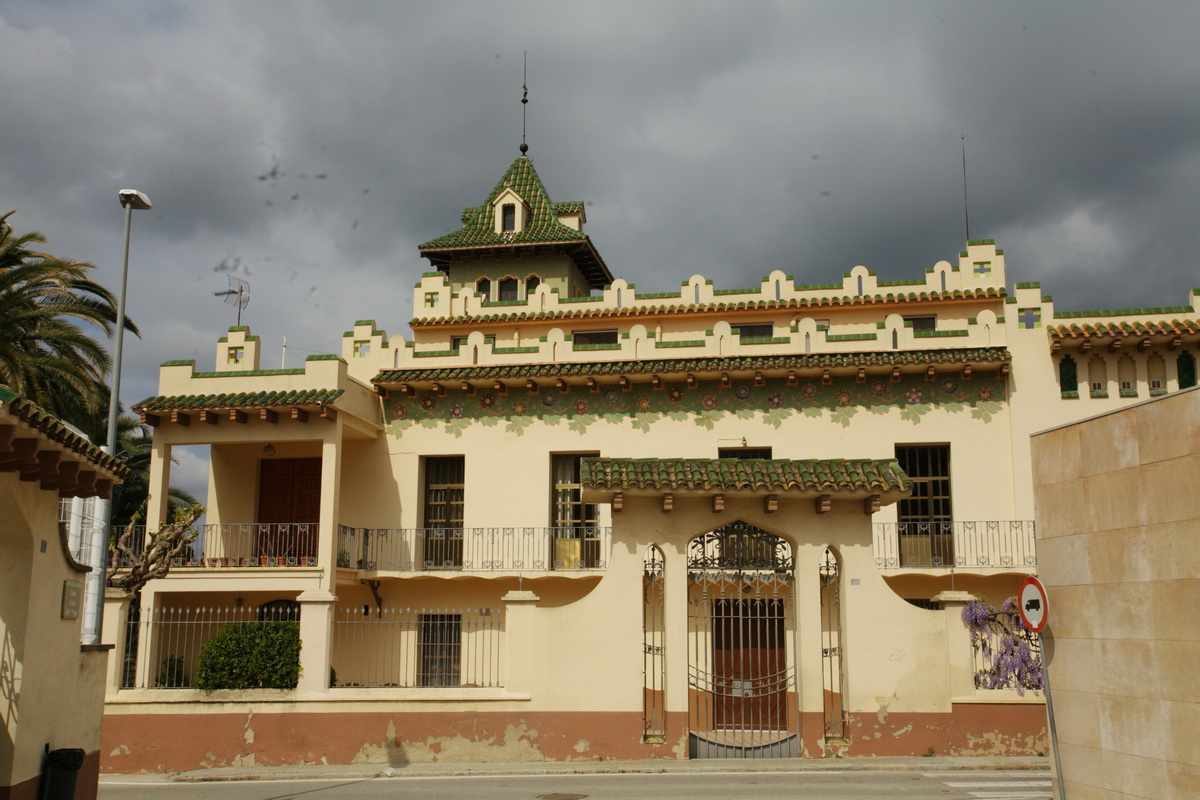
Casa «Joan Sanpere» de Granollers.

## Obra destacada[2]

### Franqueses del Vallès
- 1912 – l'Ajuntament i les escoles municipals (monument nacional).
- 1913 – l'escorxador.

### Granollers
- 1912 – casa Joan Sanpera, carrer Corró, 321.

### Barcelona
- 1902/1911 – Vil·la Rosa; crta. Església, 60, Vallvidrera.
- 1904 – casa del carrer Comte de Borrell, 109 (desapareguda).
- 1907 – farmàcia del Dr. Domènech, ronda de Sant Pau, 4, reconstruïda al carrer Verdi 7, i guanyadora del premi al millor establiment al concurs anual d'edificis artístics de 1907.
- 1908 – Casa Francesc Llopart al carrer Joan Blanques 62-68.
- 1916 – Casa Francesc Balcells al Passeig Reina Elisenda de Montcada 17.
- 1918/1921 – edifici d'oficines Santana i Soler, Via Laietana, 17, que constitueix una rèplica dels magatzems Walker de Chicago, obra de Louis Henri Sullivan de 1888.

### Santa Coloma de Farners
- Cercle Cultural Colomenc, situat al carrer Anselm Clavé, 19 de Santa Coloma de Farners es va construir entre 1903 i 1904 (a la façana hi consta 1903)

### Sant Feliu de Guíxols
- Casa Patxot, encarregada per Rafael Patxot i Jubert (1872-1964), és una obra noucentista protegida com a bé cultural d'interès local.